# Bukiet jubilerski

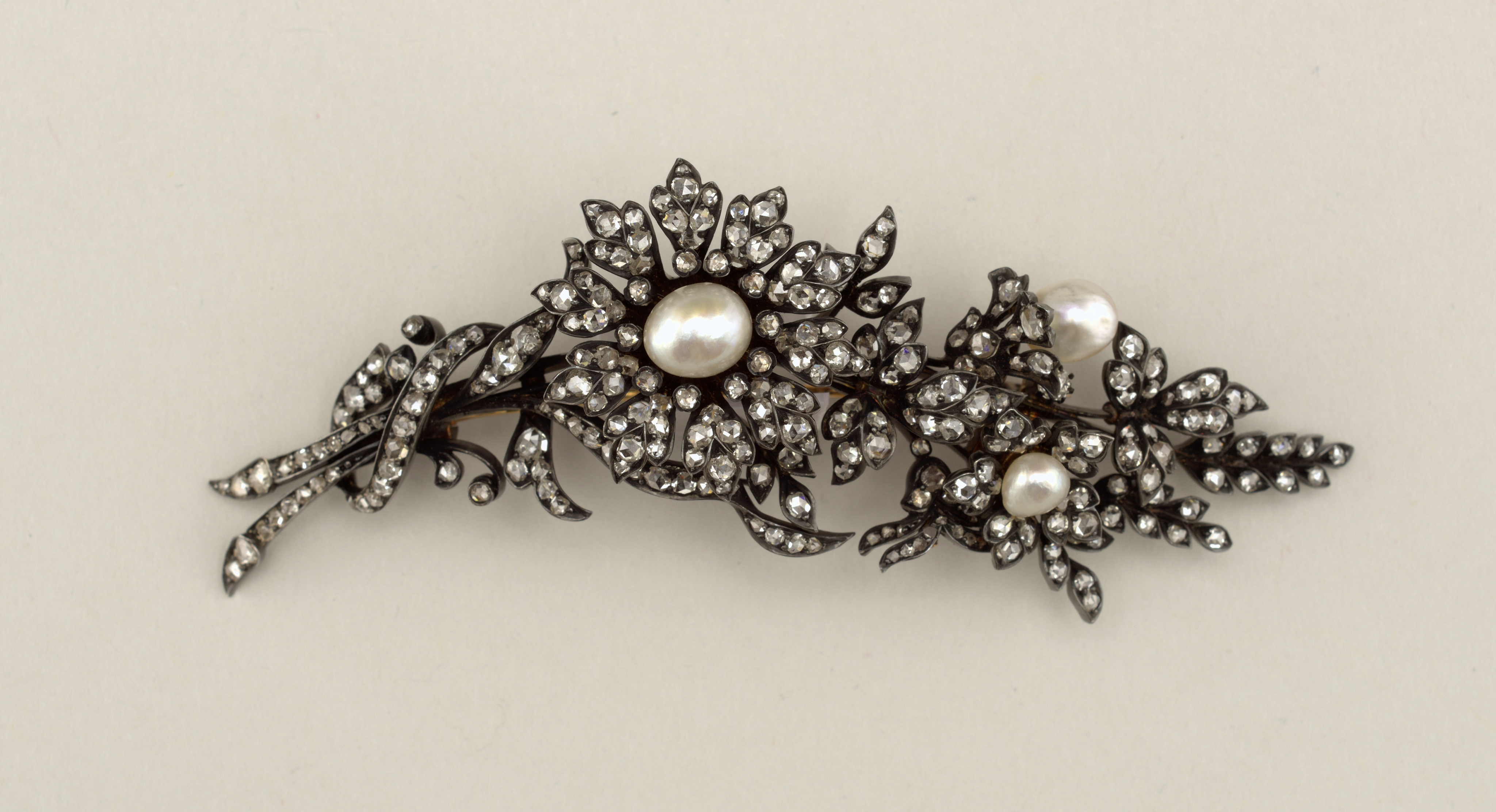
Broszka kwiatowy bukiet jubilerski z brylantami i perłami, Anglia, XVIII wiek

Bukiet jubilerski lub jubilerski bukiet kwiatowy – naśladująca naturę brosza o wzorze kwiatowym zainspirowanym kwiatem, bukiecikiem kwiatów, pąkiem kwiatowym, koszem z kwiatami, listkiem lub gałązką, noszona na przedniej górnej części tułowia na środku lub z boku w celu upiększenia wycięcia sukni pod szyją albo przypinana po jednej ze stron do klapy sukienki, bluzki, żakietu lub płaszcza. Popularna w Europie w XVIII wieku, szczególnie w Anglii.
W literaturze przedmiotu można też spotkać się z innymi nazwami dla bukietu jubilerskiego tj. devant de corsage, bouquet, floral spray, corsage spray lub broszka corsage.
Bardzo duże i ciężkie osiemnastowieczne kwiatowe bukiety jubilerskie o kształcie odwróconego trójkąta, przypinane na środku sukni z gorsetem lub na bawecie, są nazywane w języku angielskim stomacher.

## Historia

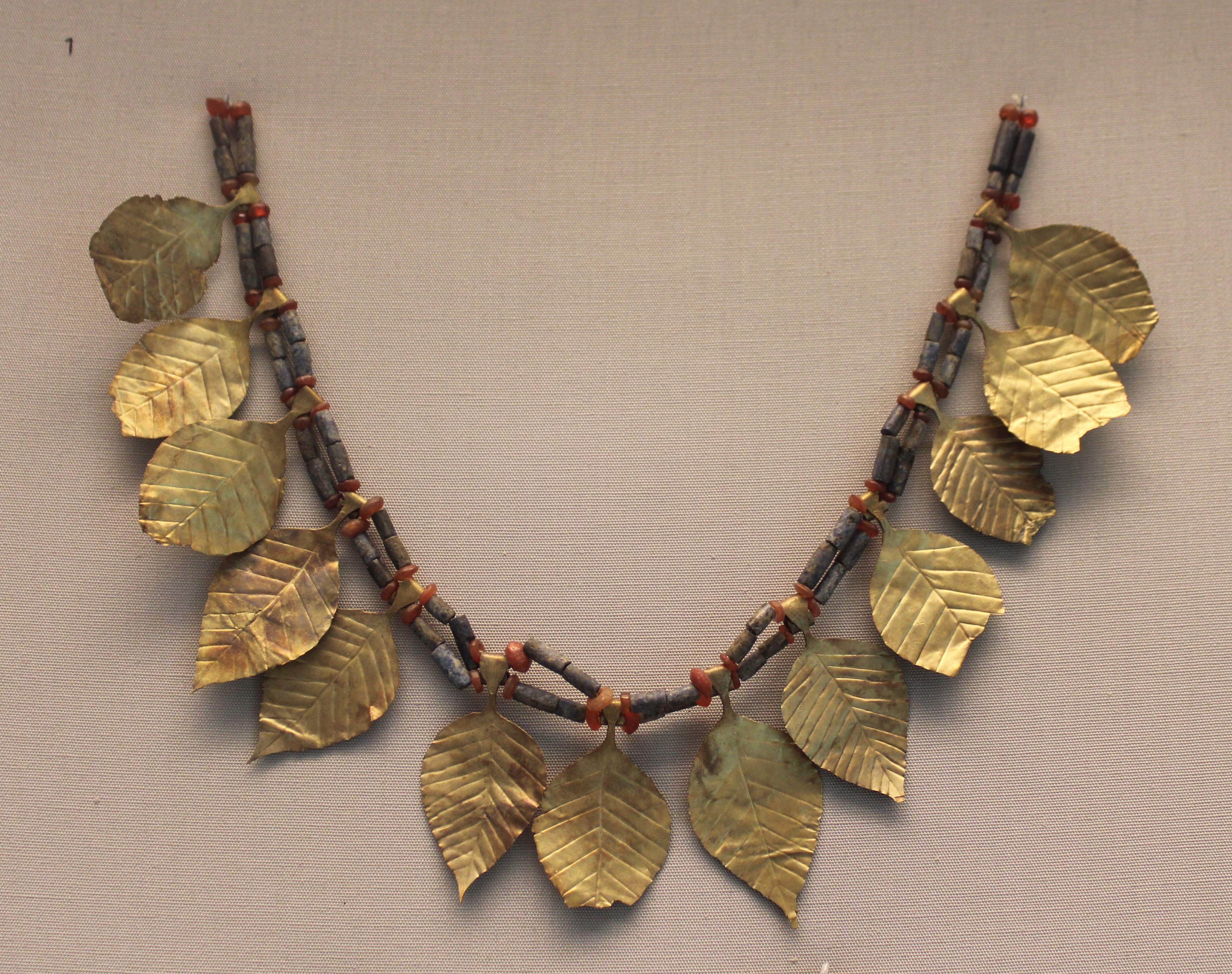
Fragment diademu Pu-abi, paciorki z karneolu, lapis lazuli i liście wycięte ze złotej blachy, XXVI wiek p.n.e.

Kwiaty, a także rośliny i owoce, ze względu na formę i barwę, oraz piękno i symbolikę, były i w dalszym ciągu są inspiracją w sztuce złotniczej. 
Jedną z najstarszych zachowanych kwiatowych ozdób złotniczych jest diadem znaleziony w królewskich grobowcach Pu-abi.
Zapisów o klejnotach w formie kwiatów doszukano się w inwentarzach m.in. książąt dworu burgundzkiego.

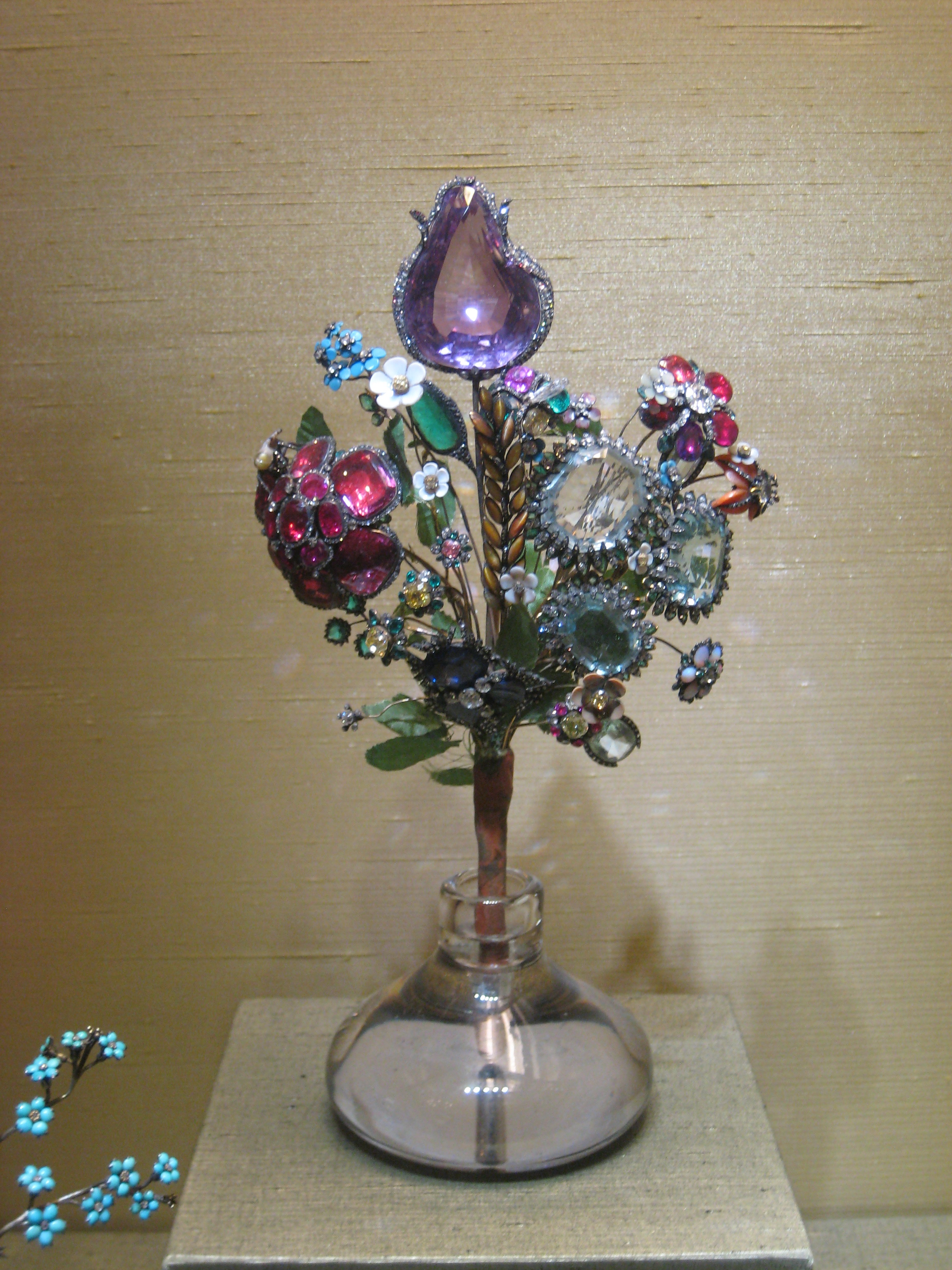
Jubilerski bukiet kwiatowy carycy Katarzyny II, Ermitaż

Brosze przedstawiające kwiatowe bukiety były popularne w XVIII wieku w całej Europie i Rosji, a szczególnie były popularne w Anglii w latach 1714–1830, jako ozdoba wieczorowych sukni najzamożniejszych kobiet. Czasami osiemnastowieczna brosza z brylantów i platyny miała postać obwódki obramującej linię dekoltu od ramienia do ramienia. 
Kwiatowe wzory klejnotów cieszyły się popularnością także wśród polskich szlachcianek w drugiej połowie XVIII wieku. Imponującą broszę, będącą przykładem jubilerskiego bukietu kwiatowego, można zobaczyć w zbiorach Muzeum Pałacu Króla Jana III w Wilanowie. Pochodząca z końca XVIII wieku pokaźna brosza (o wymiarach 19,8 x 12,5 cm i o wadze 313,1 grama) została wykonana z pozłacanego srebra, ametystów, kryształów górskich i emalii.
Pojedyncza duża brosza devant de corsage mogła wchodzić w skład garnituru jubilerskiego.
Kiedy duże i ciężkie jubilerskie bukiety kwiatowe wyszły z mody i przestały być używane do ozdabiania stroju, to ich kwiatowe elementy były wstawiane do filigranowych wazonów, aby odgrywać rolę bukietu kwiatów na stole. Pewna część z zachowanych jubilerskich bukietów kwiatowych utraciła z tego powodu oryginalne zapięcie.

## Stomacher

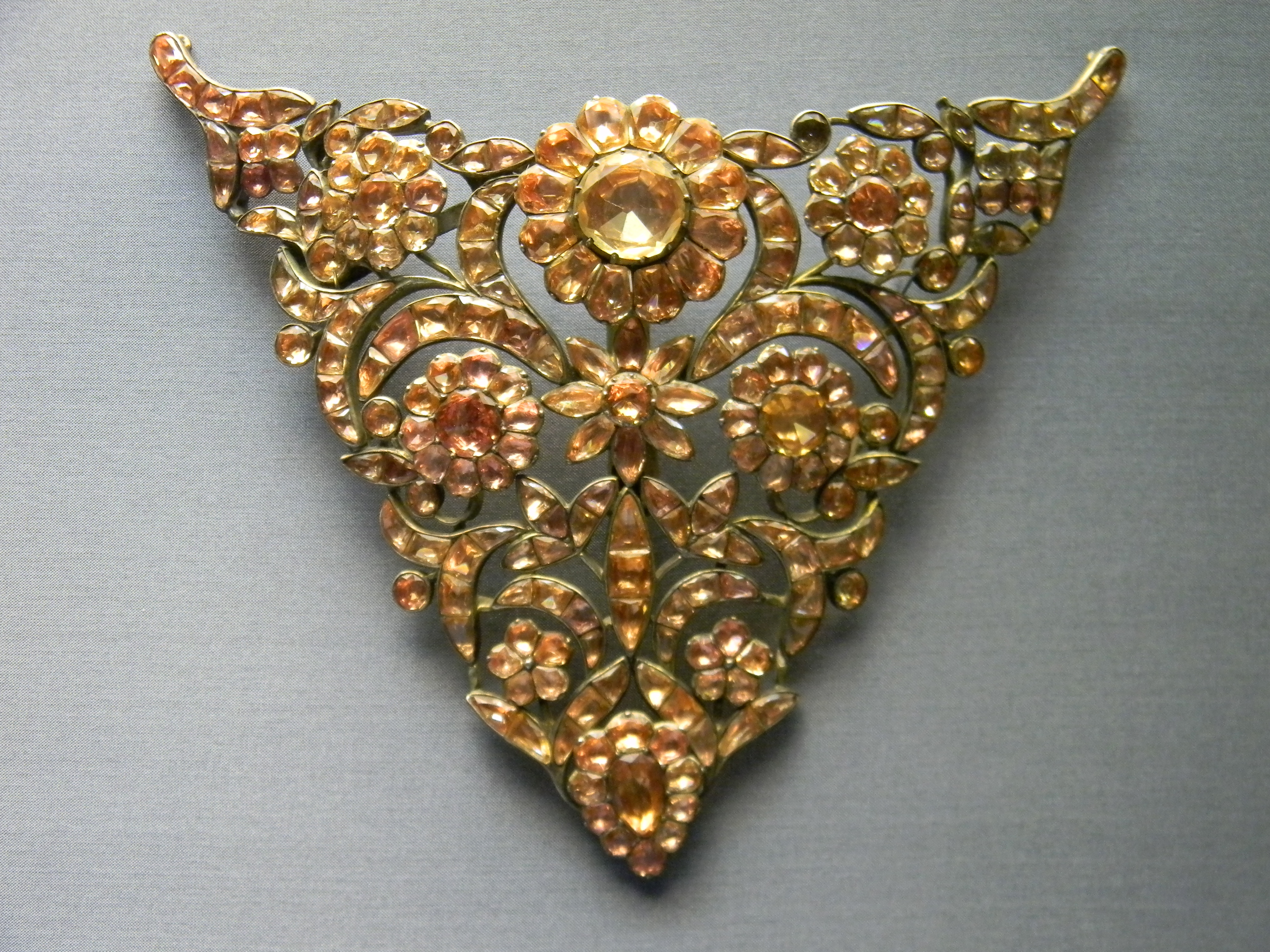
Osiemnastowieczny stomacher z topazami, Museu Nacional de Arte Antiga

Olbrzymie i ciężkie ornamentowe brosze stomacher o kształcie odwróconego trójkąta, czyli zwężającego się do dołu, były noszone jako ozdoba sukni z gorsetem. Brosza stomacher zakrywała tułów na środku od linii dekoltu lub nieco poniżej i sięgała niemal aż do talii. Mogła też być przypinana do sukni na bawecie, potęgując jego efekt dekoracyjny albo w celu zakrycia sznurowania gorsetu, które służyło do umocowania tej części garderoby na ciele.
Brosza stomacher miała najczęściej wzór kwiatowy lub przypominała z wyglądu kokardę. Była ozdobiona licznymi małymi kamieniami szlachetnymi, a nawet kilkoma zwisającymi dużymi kamieniami. Brosza stomacher mogła składać się z dwóch lub trzech części, możliwych do odłączenia od siebie i osobnego ich noszenia. Ten typ ozdobnej broszy był popularny w XVIII wieku i później, a szczególnie w epoce edwardiańskiej. 
Ozdoby biżuteryjne przypinane do gorsetu sukni były stosunkowo ciężkie i wymagały wsparcia od ubrania. Gdy po 1910 roku sztywne gorsety zostały zastąpione miękkim i luźniejszym strojem, noszenie ogromnych i przyciężkich brosz zostało zaniechane lub brosze te zostały przerobione na lżejsze ozdoby jubilerskie bardziej pasujące do nowego stylu ubrań.

Amerykańska aktorka Edith Kingdon w 1907 roku z perłowo-brylantową broszą devant de corsage[4]
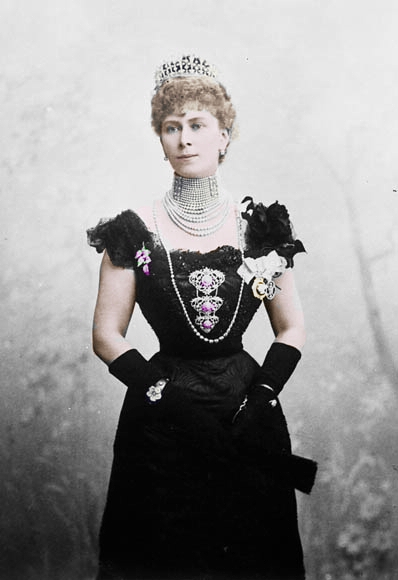
Maria Teck w sukni ozdobionej trzyczęściową broszą stomacher
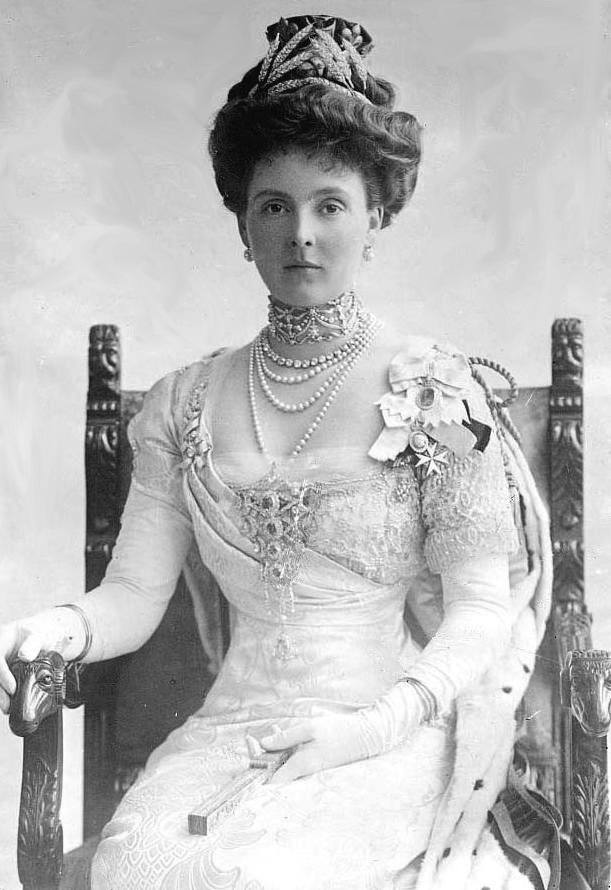
Księżniczka Alicja w sukni ozdobionej broszą stomacher, 1911 rok

## Wzorniki jubilerskie
Wzorów do wykonywania naturalistycznych klejnotów dostarczały tzw. jubilerskie wzorniki. Jednym z najważniejszych był opublikowany w 1762 roku wzornik dla jubilerów autorstwa Pougeta pt. Traité des pierres précieuses et de la maniere de les employer en parure, zawierający plansze z 550 projektami o motywach głównie kwiatowych dla brosz, kolczyków, zawieszeń, pierścieni, naszyjników, egret, ramek do miniatur, sprzączek do butów, uchwytów pieczątek, rękojeści itp.. Klejnoty wzorowane na jego projektach można było znaleźć w całej Europie. 
Projekty dużych, około 20-centymetrowych, jubilerskich bukietów kwiatowych, do wykonania z kosztownych metali i drogich kamieni, przypinanych na przodzie stanika sukni, ze względu na wysoką cenę przeznaczone były dla władczyń i arystokracji.

Przykłady rysunków – projektów dla brosz nieznanych artystów
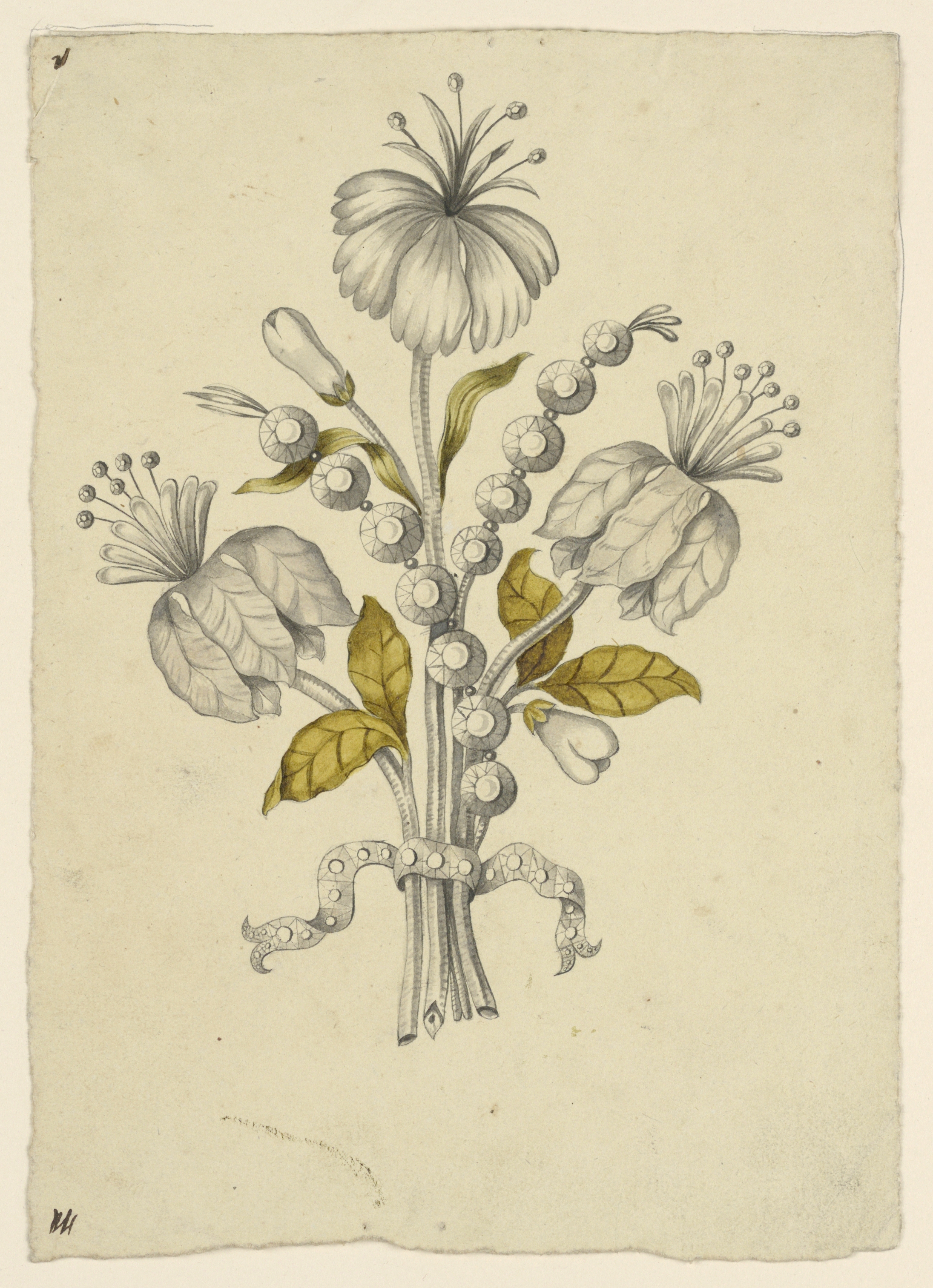
Wzór na broszkę corsage poł. XIX wieku
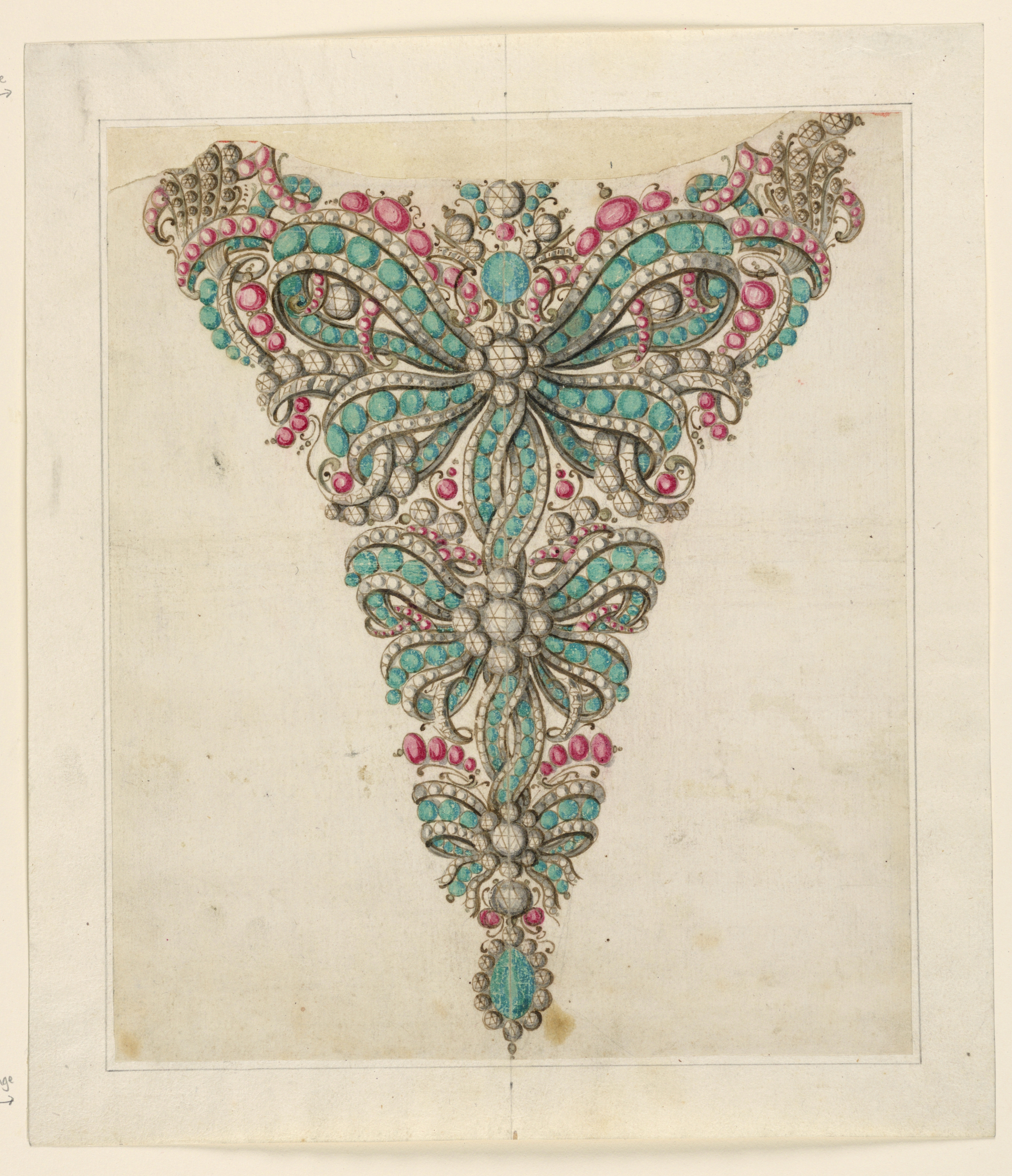
Projekt na stomacher 1725–1750
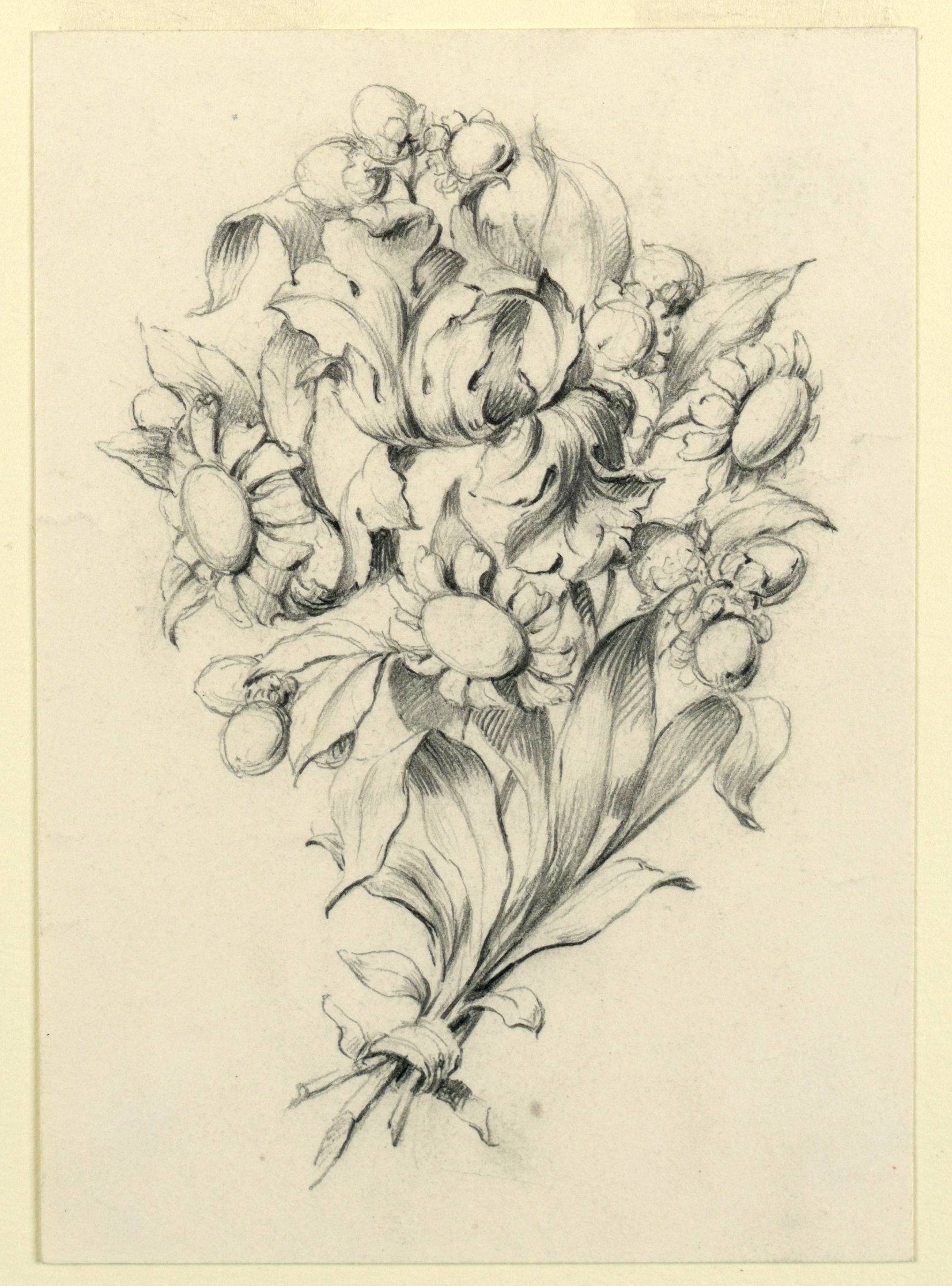
Wzór na broszkę, 1800–1850